# Мечеть Селимие (Лежа)
Мечеть Селимие (алб. Xhamia e Selimijës) или церковь Святого Николая (Kisha e Shën Kollit) — сооружение в городе Лежа на севере Албании. Это бывшая церковь, переделанная османами в мечеть. Её руины были закрыты крышей и переоборудованы в мемориал албанского национального героя Скандербега (1405—1468).

## История
В 1459 году на месте предыдущего здания XIV века была построена церковь Святого Николая — главный собор города Лежа. Она находится у подножья замкового холма неподалёку от Дрина. Её размеры составляли примерно 18 на 8 метров. Однонефная готическая постройка имела апсиду на востоке, по три небольших окна в северной и южной стенах, а на западном фасаде — дверь и одно круглое окно.
В 1468 году в церкви Святого Николая был похоронен вождь антиосманского албанского восстания Скандербег. В 1478 году после завоевания Лежи султаном Мехмедом II могила была осквернена османскими солдатами, а кости из неё были использованы в качестве талисманов. При султане Селиме I (1512—1520) церковь была перестроена в мечеть. В честь султана она получила название мечеть Селимие. В XVII веке к руинированной постройке совершали паломничество албанцы, чтобы почтить память Скандербега

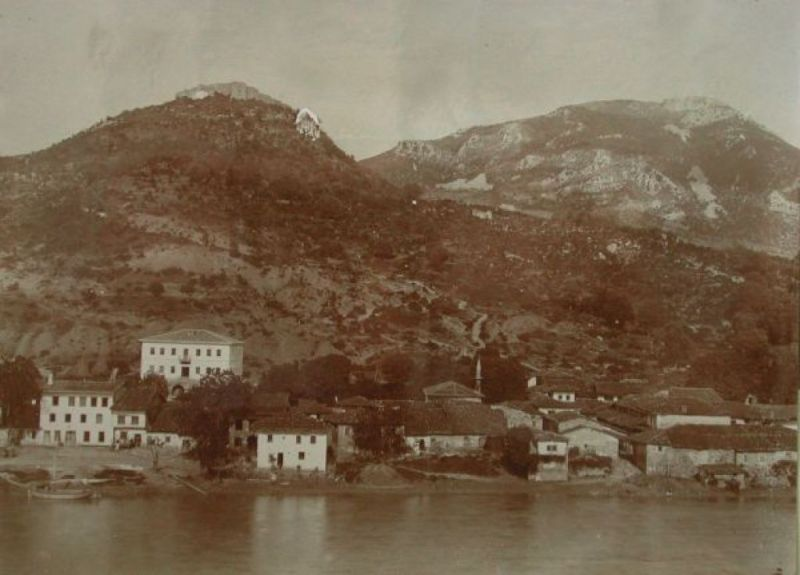
Мечеть между домами города Лежа на фотографии первой четверти XX века

В конце XVIII века при султане Селиме III мечеть была отреставрирована. У мечети был михраб, а на юго-западе — высокий минарет, построенный в XVIII веке.
В 1966 году было проведено археологическое исследование мечети, благодаря чему было установлено, что ранее это была церковь Святого Николая. Здание использовалось как мечеть до 1968 года. После того как лидер Народной Социалистической Республики Албания Энвер Ходжа провозгласил в 1967 году «первое в мире атеистическое государство», она была закрыта.
В 1978 году в мечети была обнаружена могила Скандербега. В 1979 году регион затронуло сильное землетрясение. При этом обрушился минарет и мечеть была серьезно повреждена. Во время реставрации все османские дополнения были удалены, чтобы по возможности восстановить внешний облик времён Скандербега. Руины были превращены в мемориал национального героя. Руины церкви Святого Николая были признаны национальным культурным памятником.

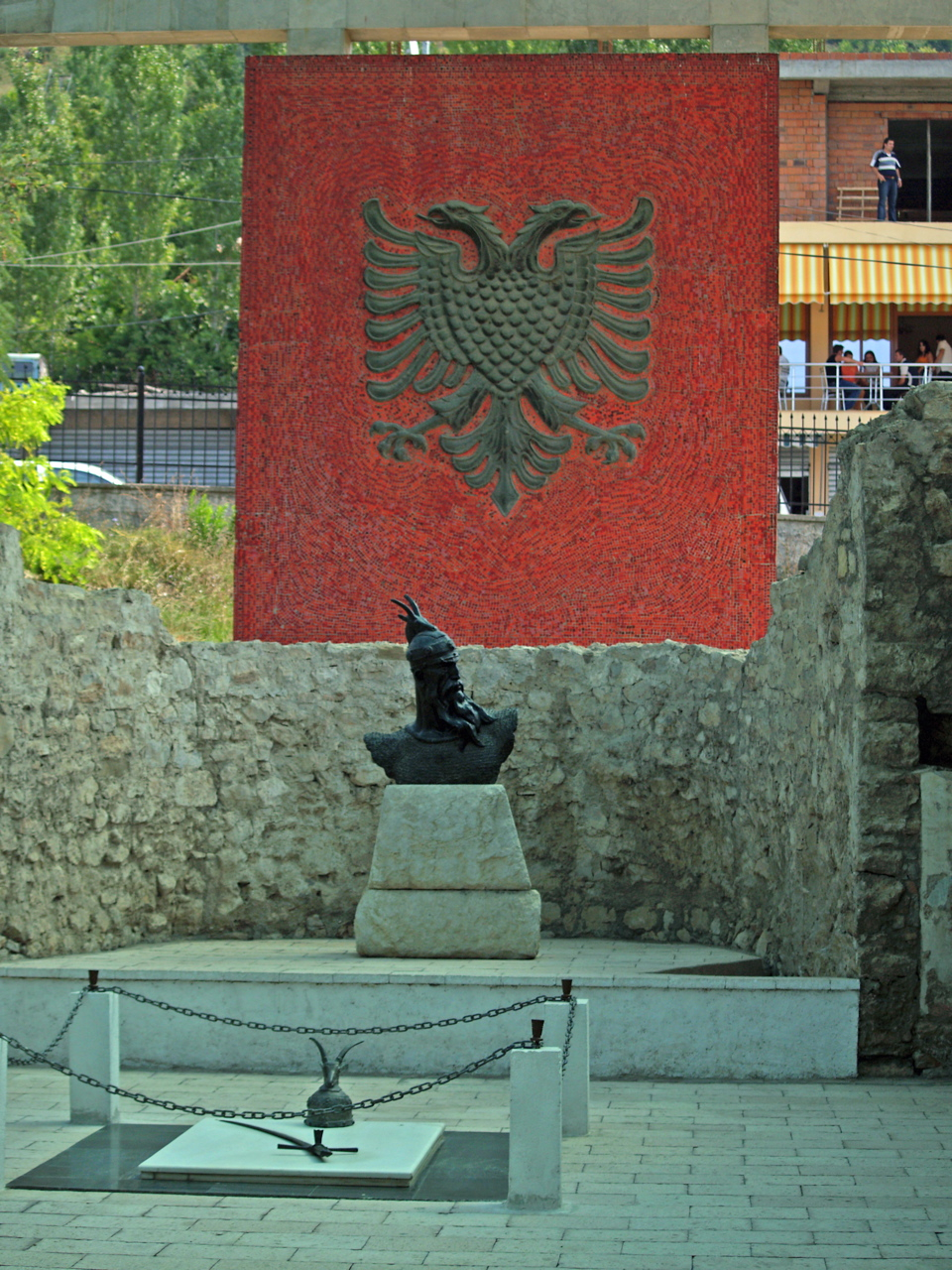
Интерьер с бюстом Скандербега и символической могилой

В 1981 году новый мемориал Скандербега был открыт. Конструкция с крышей защищает старые стены, внутри которых установлен бюст работы Одисе Паскали и мемориальная плита с репликой меча и шлема Скандербега (оригиналы находятся в Вене). На стене висят таблички, напоминающие о боях Скандербега и гербы княжеств Лежской лиги.
Вокруг руин мечети находятся ещё одни руины античных времен.